# Грицак Іван Юрійович
Іван Юрійович Грицак (1949, с. Червоне, Ужгородський район, Закарпатська область, Українська РСР, СРСР) — український дипломат.

## Біографія
Народився у 1949 році в с. Червоне Ужгородський район на Закарпатті.
У 1976 закінчив Ужгородський державний університет за спеціальністю історія і суспільствознавство. Володіє іноземними мовами: російською, чеською, словацькою, польською.
З 1976 по 1990 — працював на різних посадах в комсомольських, партійних та радянських установах.
З 1990 по 1995 — голова Іршавської районної Ради народних депутатів і виконкому.
З 17.10.1995 по 1998 — заступник голови Закарпатської обласної ради народних депутатів, з 17.10.1996 по 1998 — заступник голови Закарпатської обласної державної адміністрації.
З 1998 по 2001 — радник Посольства України в Чехії.
З 2001 по 2003 — головний радник Управління головних радників МЗС України, головний радник, керівник групи координації взаємодії МЗС України з Верховною Радою України, Кабінетом Міністрів України та регіонами України, посол з особливих доручень Управління послів з особливих доручень МЗС України.
З 2003 по 2007 — Генеральний консул України в м. Любліні, Польща.
З 2007 по 2009 — радник, заступник Керівника Головної служби зовнішньої політики Секретаріату Президента України.
З 22 червня 2009 по 2012 рр. — Надзвичайний і Повноважний Посол України в Чехії.
У 2012—2015 рр. — Генеральний консул України в м.Любліні, Польща.